# Joven blando
Joven Blando es el primer disco solista de Gustavo Bazterrica, editado en el año 1987.

## Lista de temas
1. Joven blando
2. Como falta tu mirada
3. Como debo andar
4. La gran montaña
5. Mi mayor gusto
6. Para ti, vosotras
7. Rock de los amigos raros
8. Canción de loco a su mascota
9. Saquenmelá, colegas
10. Reina Rata

## Músicos
- Gustavo Bazterrica: voz y guitarras
- Rinaldo Rafanelli: bajo y coros
- Tito Losavio: guitarra rítmica
- Oscar Moro: batería

### Invitados
- Charly García: sintetizadores
- Andrés Calamaro: sintetizadores

- Datos: Q5946775